# Bitka kod Aljubarrote
Bitka kod Aljubarrote, vojni sukob u kojemu je, 14. kolovoza 1385., riješen spor oko portugalskog prijestolja, između kastilijskog kralja Juana I., portugalskog pretendenta, i Joãoa I. od Aviza. Kastiljski je kralj u svoju službu uzeo francusko teško oklopljeno konjaništvo, a João I., engleske strijelce s dugim lukovima. Izvori navode da se na kastiljskoj strani nalazilo između 20 – 31,000 Ijudi, a na protivničkoj oko 6,600. Odlučnu pobjedu u bitci odnio je João I. te je uspostavio novu kraljevsku dinastiju te sačuvao nezavisnost Portugala. U spomen na pobjedu kralj je dao sagraditi grad Batalha te samostanom Santa Maria da Vitória na Batalha, u kojemu je i sam pokopan.

## Tijek bitke
Portugalci su u centar bojnog reda postavili vitezove (oklopnike) koji su sjahali sa svojih konja, a na krila engleske i ostale strijelce i samostrijelce. Kastilijanci, s Francuzima na čelu, borbom s pješacima su iznenada s tri strane obuhvatili portugalski centar. No pritom su u potpunosti zanemarili svoja krila te su za pola sata bili su razbijeni i gotovo uništeni. Kada je nestalo obrane s krila i glavnina kastiljske vojske doživjela je strahoviti poraz.